# Oxypetalum
Oxypetalum là chi thực vật có hoa trong họ Apocynaceae.
Chi này phân bố tại khu vực nhiệt đới và cận nhiệt đới châu Mỹ.

## Các loài
Danh sách dưới đây lấy theo The Plant List và World Checklist of Selected Plant Families (WCSPF).
1. Oxypetalum acerosum - Paraguay.
2. Oxypetalum aequaliflorum - Brazil.
3. Oxypetalum albicans - Brazil.
4. Oxypetalum alpinum - Brazil.
5. Oxypetalum appendiculatum - Paraguay, Brazil.
6. Oxypetalum arachnoideum - Rio de Janeiro.
7. Oxypetalum arenicola -  Argentina.
8. Oxypetalum argentinum -  Argentina.
9. Oxypetalum arnottianum - Brazil.
10. Oxypetalum attenuatum - Bolivia.
11. Oxypetalum aurantiacum - Paraguay.
12. Oxypetalum balansae - Paraguay.
13. Oxypetalum banksii - Bahia.
14. Oxypetalum barberoanum - Paraguay.
15. Oxypetalum boudetii - Brazil (Espírito Santo).
16. Oxypetalum brachystemma - Argentina, Bolivia.
17. Oxypetalum brachystephanum - Paraguay.
18. Oxypetalum capitatum - Brazil, Bolivia, Venezuela, Guyana, Suriname.
19. Oxypetalum ceratostemma - Paraguay.
20. Oxypetalum charrua - Brazil, Argentina, Chile.
21. Oxypetalum chodatianum - Paraguay.
22. Oxypetalum coalitum - Brazil.
23. Oxypetalum coccineum -  Argentina.
24. Oxypetalum coeruleum -  Argentina.
25. Oxypetalum commersonianum -  Uruguay.
26. Oxypetalum confusum - Rio Grande do Sul.
27. Oxypetalum cordifolium - phổ biến rộng từ Cuba + San Luis Potosí về phía nam tới Peru.
28. Oxypetalum corymbosum - Đông Bolivia tới Brazil và Argentina (Corrientes).
29. Oxypetalum costae - Rio de Janeiro.
30. Oxypetalum crispum - Bolivia, nam Brazil.
31. Oxypetalum dactylostelma -  Bolivia.
32. Oxypetalum deltoideum - Brazil (Rio de Janeiro).
33. Oxypetalum dombeyanum - Peru.
34. Oxypetalum dusenii - Paraná.
35. Oxypetalum ekblomii - Matto Grosso.
36. Oxypetalum erectum - Minas Gerais.
37. Oxypetalum erianthum - Goiás.
38. Oxypetalum erostre - Brazil.
39. Oxypetalum fiebrigii -  Bolivia, Argentina.
40. Oxypetalum filamentosum -  Paraguay.
41. Oxypetalum flavopurpureum -  Bolivia, Peru.
42. Oxypetalum foliosum - São Paulo.
43. Oxypetalum fontellae - Bắc Argentina.
44. Oxypetalum fuscum - Bolivia.
45. Oxypetalum glabrescens - Paraguay.
46. Oxypetalum glaziovianum - Brazil.
47. Oxypetalum glaziovii - Brazil.
48. Oxypetalum globosum - Argentina (Salta).
49. Oxypetalum glomeratum - Brazil (Minas Gerais).
50. Oxypetalum gracile - Bắc Argentina.
51. Oxypetalum guaraniticum -  Argentina.
52. Oxypetalum gyrophyllum - Rio de Janeiro, São Paulo.
53. Oxypetalum habrogynum - Parque Nacional da Serra da Canastra tại Minas Gerais.
54. Oxypetalum harleyi - Đông bắc Brazil.
55. Oxypetalum helios - Parque Nacional da Serra da Canastra tại Minas Gerais.
56. Oxypetalum heptalobum - Bolivia.
57. Oxypetalum hilarianum - Rio Grande do Sul tại Brazil, Misiones tại Argentina.
58. Oxypetalum hoehnei - Paraná.
59. Oxypetalum humile - Paraguay.
60. Oxypetalum incanum - São Paulo.
61. Oxypetalum insigne - São Paulo.
62. Oxypetalum jacobinae - Bahia.
63. Oxypetalum joergensenii - Argentina.
64. Oxypetalum karstenianum - Brazil (Rio Grande do Sul) tới đông bắc Argentina.
65. Oxypetalum kleinii - Santa Catarina.
66. Oxypetalum kuhlmannianum - Minas Gerais.
67. Oxypetalum laciniatum - Brazil (Bahia).
68. Oxypetalum lanatum - Serra dos Órgãos tại Rio de Janeiro.
69. Oxypetalum leonii - Minas Gerais.
70. Oxypetalum lineare - São Paulo.
71. Oxypetalum lividum - Peru.
72. Oxypetalum longipedunculatum - Argentina (Salta, Tucumán).
73. Oxypetalum lutescens - Rio de Janeiro.
74. Oxypetalum lynchianum - Chaco ở Argentina.
75. Oxypetalum macrolepis -  Brazil.
76. Oxypetalum malmei - Paraná.
77. Oxypetalum marambaiense - Brazil (Rio de Janeiro).
78. Oxypetalum marginatum - Sierra de Maracayú ở Paraguay.
79. Oxypetalum marianae - Brazil (Santa Catarina).
80. Oxypetalum martii - Bahia.
81. Oxypetalum melinioides - Minas Gerais.
82. Oxypetalum microphyllum - Dãy núi Rio Jacquy ở Brazil.
83. Oxypetalum minarum - Brazil.
84. Oxypetalum molle - Santa Catarina.
85. Oxypetalum montanum - Jiambe da Villa do Principe ở Brazil.
86. Oxypetalum morilloanum - Santa Catarina.
87. Oxypetalum mosenii - Rio Grande do Sul.
88. Oxypetalum multiflorum - Brazil (Minas Gerais).
89. Oxypetalum muticum - Brazil.
90. Oxypetalum nanum - Paraguay.
91. Oxypetalum nigricans - Uruguay.
92. Oxypetalum nitidum - São Paulo.
93. Oxypetalum oblanceolatum - Paraná.
94. Oxypetalum obtusifolium - Paraná.
95. Oxypetalum ophiuroideum - Sierra de Maracayú ở Paraguay.
96. Oxypetalum ostenii -  Argentina.
97. Oxypetalum pachyglossum - Bahia, São Paulo.
98. Oxypetalum pachygynum - Minas Gerais.
99. Oxypetalum pannosum - Brazil.
100. Oxypetalum pardense - Brazil.
101. Oxypetalum parviflorum - Rio Grande do Sul.
102. Oxypetalum patulum - Brazil.
103. Oxypetalum pearsonii - Rurrenabaque ở Bolivia.
104. Oxypetalum pentasetum - Yungas ở Bolivia.
105. Oxypetalum pilosum - Pedra Bonita ở Brazil.
106. Oxypetalum polyanthum  - Brazil.
107. Oxypetalum pubescens - Tây bắc Argentina.
108. Oxypetalum radinsii - Argentina (Misiones).
109. Oxypetalum rariflorum - Paraná.
110. Oxypetalum reflexum - Sierra de Amambay ở Paraguay.
111. Oxypetalum regnellii - Minas Gerais.
112. Oxypetalum reitzii - Santa Catarina.
113. Oxypetalum retusum - Peru.
114. Oxypetalum rojasianum - Paraguay.
115. Oxypetalum rusticum - Dãy núi Espinhaço ở Minas Gerais.
116. Oxypetalum schenckii - Brazil (Rio de Janeiro).
117. Oxypetalum schottii - Brazil.
118. Oxypetalum schulzii -  Argentina, Uruguay.
119. Oxypetalum solanoides - Tỉnh Buenos Aires ở Argentina.
120. Oxypetalum stipatum - Brazil.
121. Oxypetalum strictum - Brazil (Bahia tới São Paulo).
122. Oxypetalum streptanthum - Machachi ở Ecuador.
123. Oxypetalum strictum - Brazil.
124. Oxypetalum subcapitatum - Sierra de Maracayú ở Paraguay.
125. Oxypetalum subhirtellum - Brazil (Minas Gerais).
126. Oxypetalum sublanatum - Brazil.
127. Oxypetalum suboppositum -  Paraguay.
128. Oxypetalum sylvestre - Brazil (Rio Grande do Sul) tới đông bắc Argentina.
129. Oxypetalum teyucuarense - Argentina (Misiones).
130. Oxypetalum tomentosum - Maldonado ở Uruguay.
131. Oxypetalum tubatum - Paraná.
132. Oxypetalum tucumanense - Argentina (Jujuy, Tucumán).
133. Oxypetalum urceolatum - Bolivia.
134. Oxypetalum warmingii - Brazil.
135. Oxypetalum weberbaueri - Peru.
136. Oxypetalum wightianum - Brazil.

## Hình ảnh

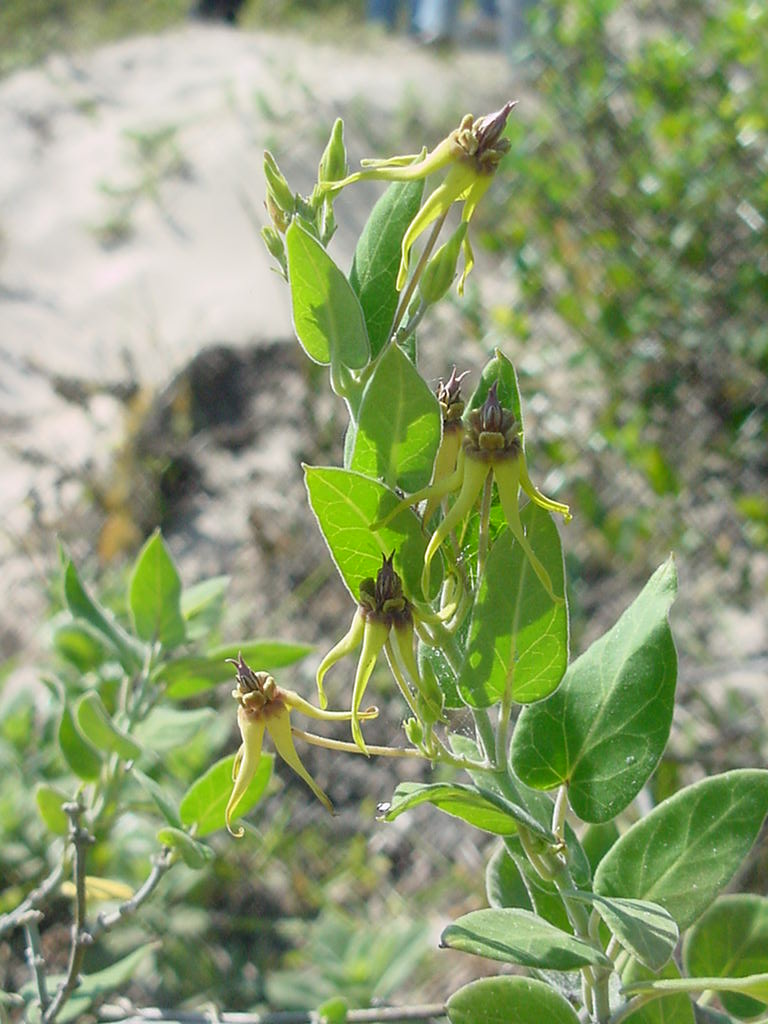
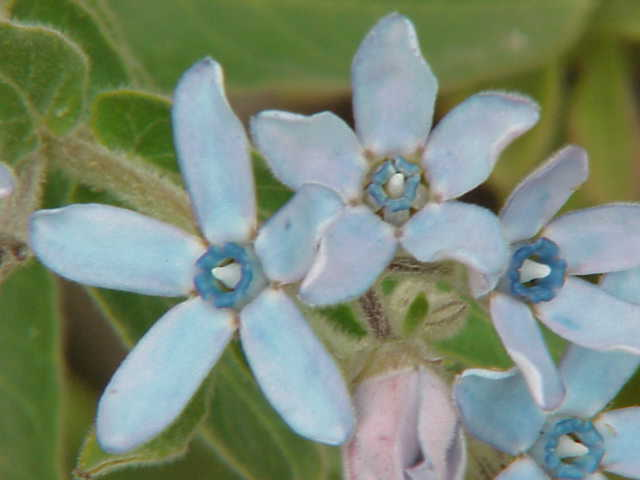